# Кутб-Минар

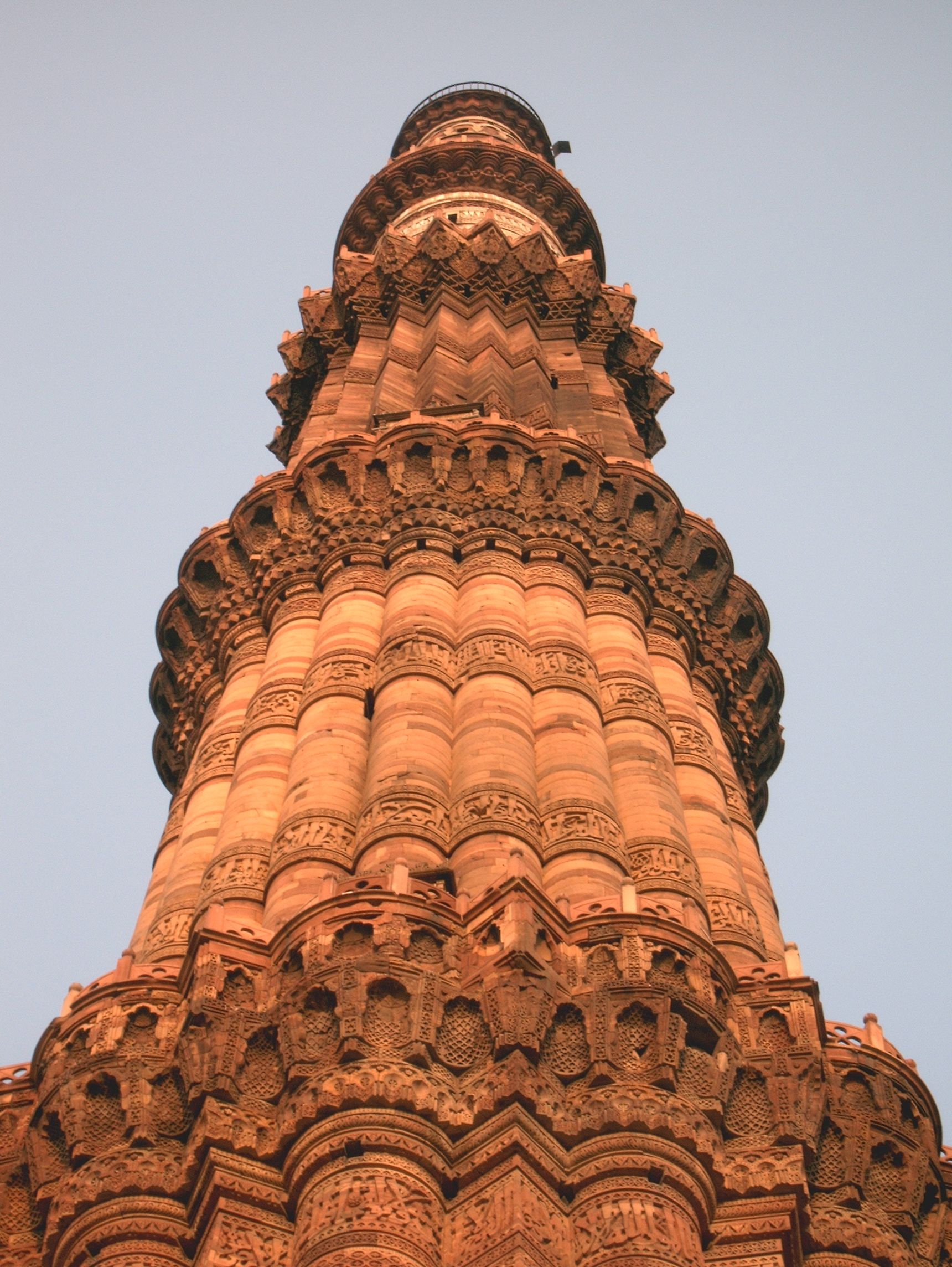
Башня минарета

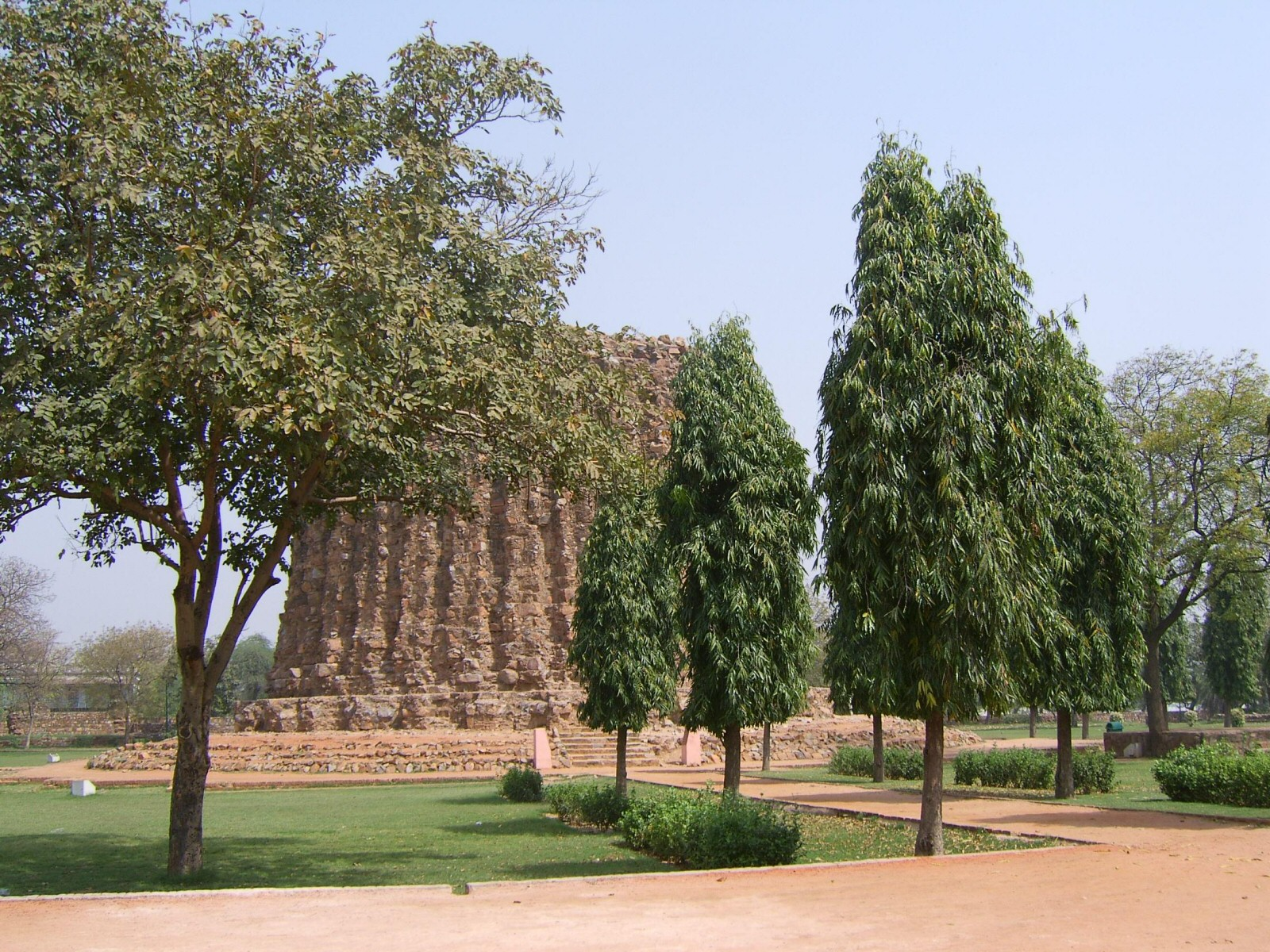
Неоконченный минарет Алай-Минар

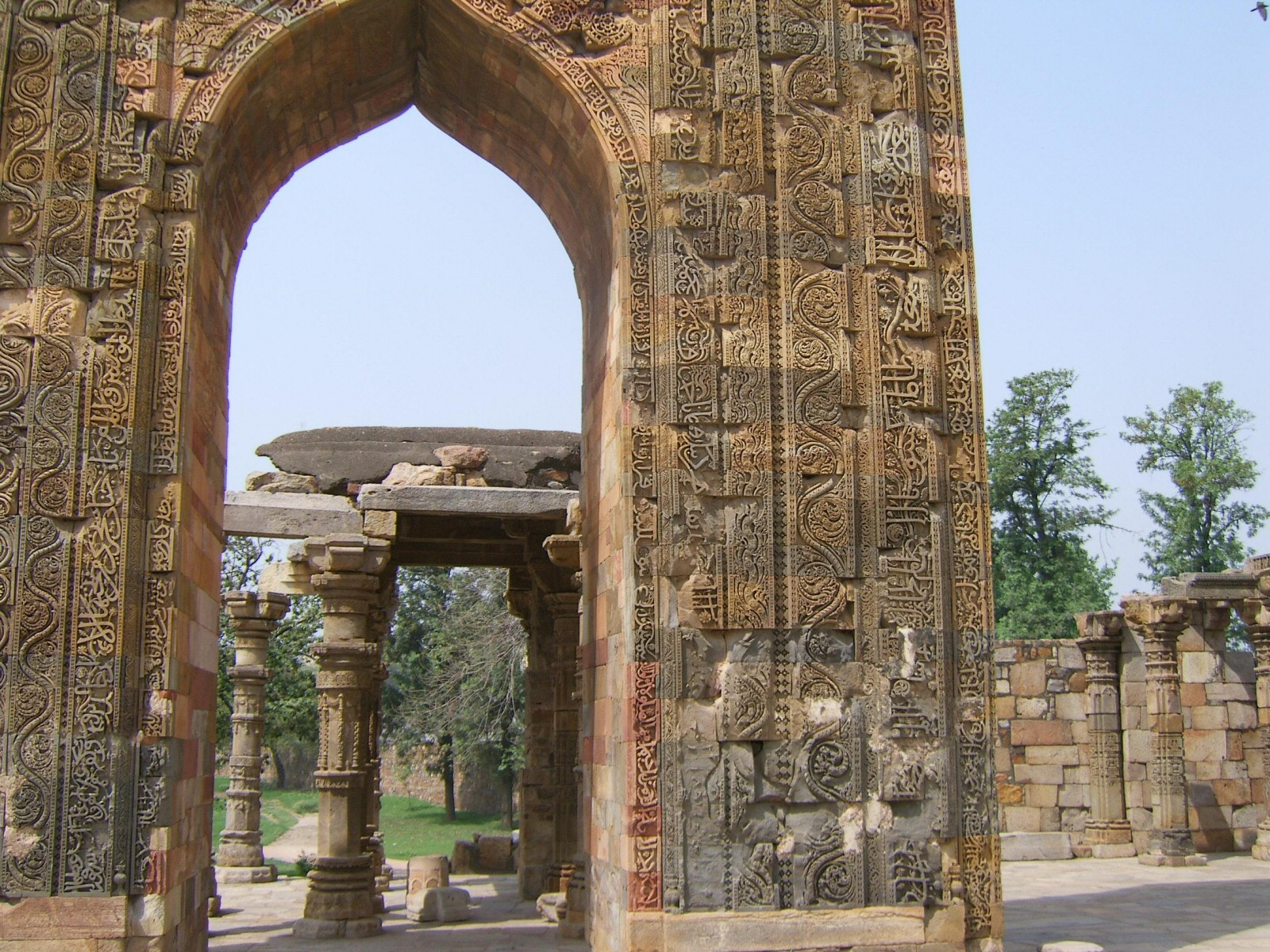
В комплексе Кутб-Минар сохранилось много построек

Колонна из метеоритного железа

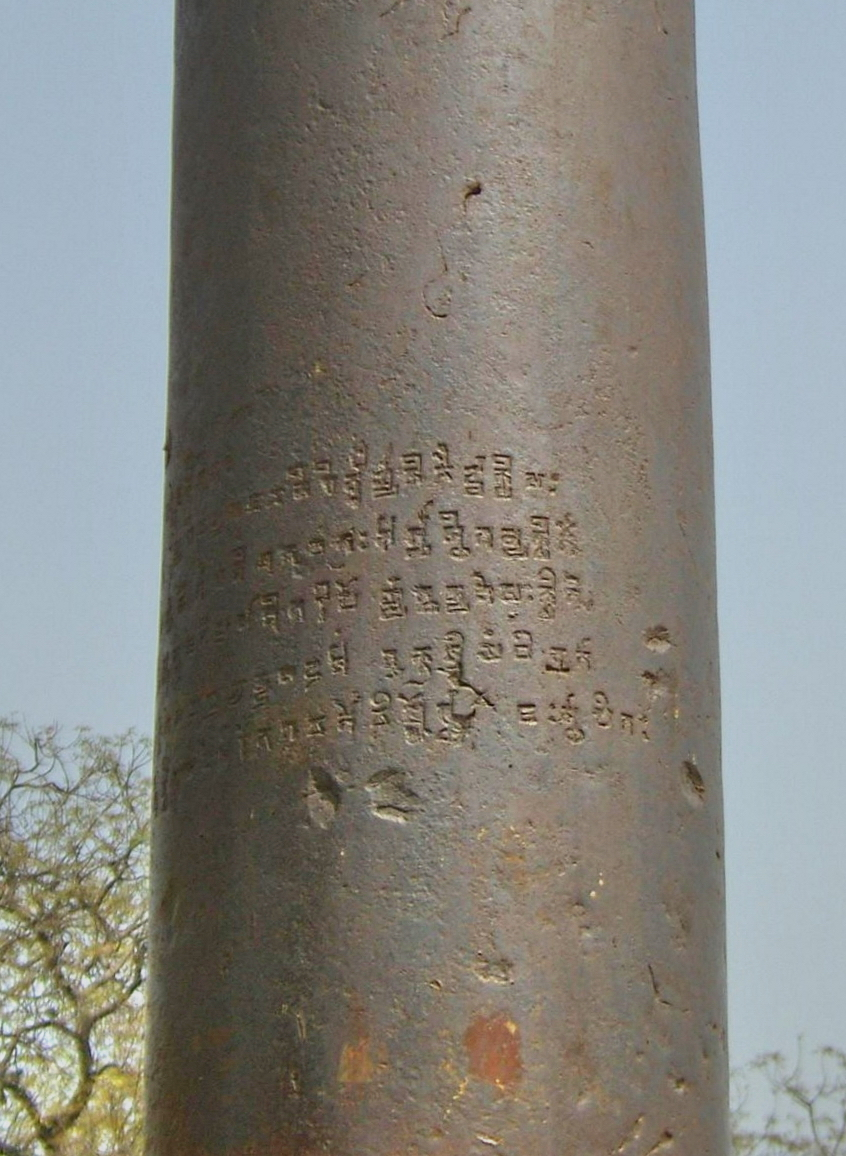
Надписи на колонне

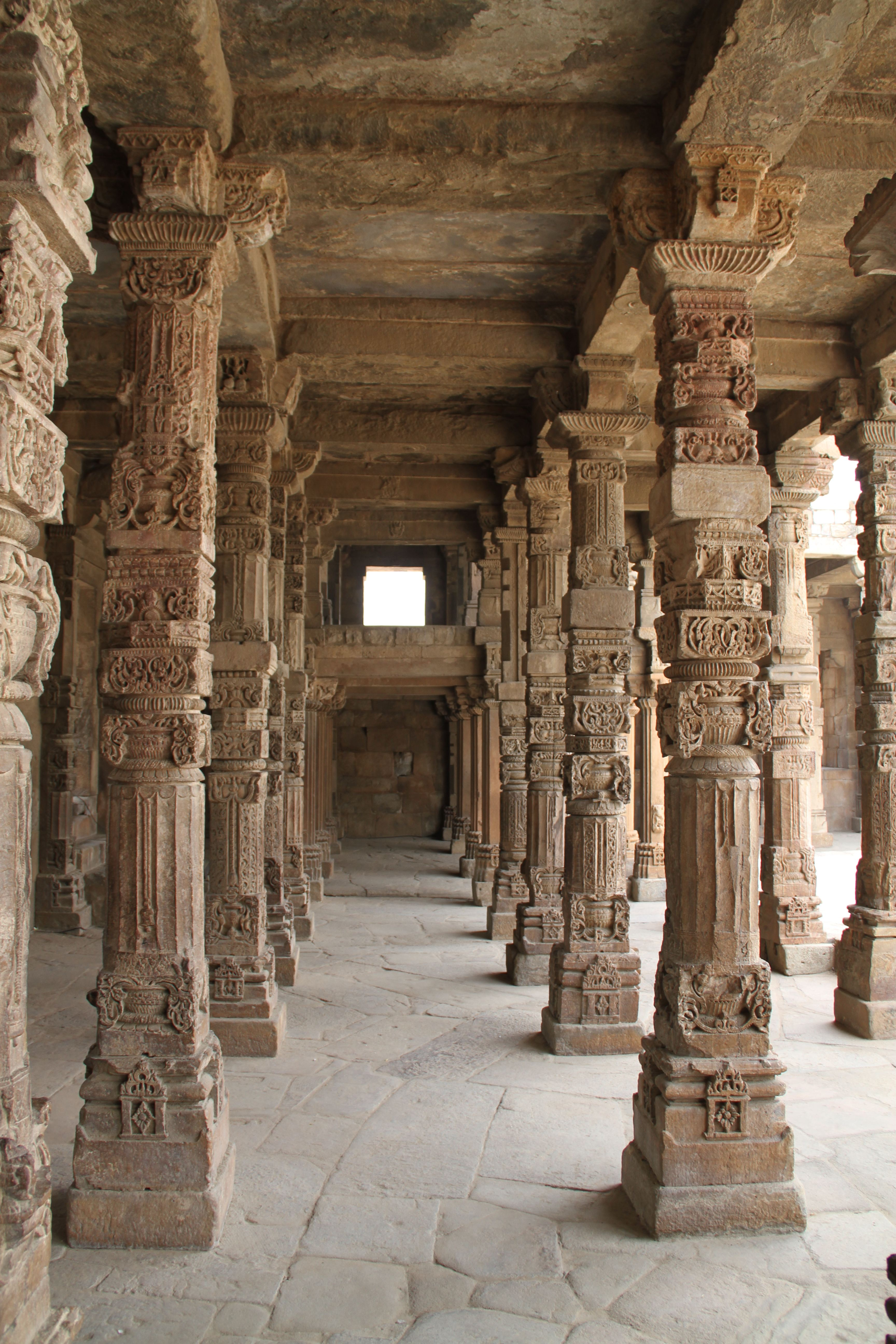
Арки Кутб-Минара

Кутб-Мина́р (также Куту́б-Мина́р или Кута́б-Мина́р, хинди क़ुतुब मीनार) — самый высокий в мире кирпичный минарет. Построен в Дели (район Мехраули) несколькими поколениями правителей Делийского султаната. Минарет является средоточием комплекса исторических памятников разных эпох.

## Минарет Кутб-Минар
Кирпичный минарет высотой 72,6 метров представляет собой уникальный памятник средневековой индо-исламской архитектуры и защищается ЮНЕСКО как объект всемирного наследия.
Первый мусульманский правитель Индии Кутб уд-Дин Айбек под впечатлением афганского Джамского минарета, чтобы превзойти его, начал постройку минарета в 1193 году, но смог только завершить фундамент. Его наследник Илтутмиш достроил ещё три яруса, а в 1368 году Фируз-шах Туглак достроил пятый и последний ярус. По внешнему виду минарета можно проследить развитие архитектурного стиля.
Помимо обычной цели созывать людей к молитве в мечети Кувват-ул-Ислам, минарет использовался как башня победы, чтобы показать мощь ислама, а также как башня для обзора окрестностей с целью охраны города. Среди историков существует также мнение, что минарет назвали в честь первого тюркского султана Кутбуддина Айбака, по другой гипотезе — в честь святого из Багдада Кхваджа Кутбуддина Бахтияра Каки, который переселился в Индию и пользовался большим авторитетом у Акбара.
Диаметр основания — 14,74 м, диаметр верхней части башни — 3,05 м.
Необычность орнаментов, украшающих комплекс, и абсолютная их несовместимость с Исламом обусловлены тем, что для строительства использовался камень из развалин многих разрушенных индуистских храмов. Вот так и появилось это необычное сочетание и даже своего рода слияние разных религий в одном архитектурном культовом сооружении.

## Минарет Ала-и-Минар
Минарет Ала-и-минар стал строить Алауддин Хильджи, собираясь его сделать в два раза выше, чем Кутб-Минар. Однако строительство было прекращено, когда конструкция достигла 24,5 метров и был построен только один ярус после смерти Алауддина. Первый ярус постройки сохранился до наших дней.

## Мечеть Кувват-уль-Ислам
Мечеть Кувват-уль-Ислам (что означает Мощь Ислама) известная также как мечеть Кутб, или Великая мечеть Дели, была построена Кутб-уд-Дин Айбеком, основателем ордена мамлюков или Династии Рабов. Строительство мечети началось в 1190 году. Стройматериалами для мечети послужили двадцать семь разрушенных индуистских и джайнистских храмов. Это была первая мечеть, построенная в Дели после исламского завоевания.
В дальнейшем мечеть расширялась и достраивалась.
Мечеть сейчас разрушена, но внушительные развалины позволяют судить об исламской архитектуре.
К западу от мечети находится могила Илтутмиша, построенная в 1235 году. Постройка мавзолея показывает отход от индийских обычаев кремации.

## Ворота Ала-и-Дарваза
Внушительные ворота Ала-и-Дарваза Были построены первым султаном Дели династии Хильджи Алауддином.

## Колонна из уникального железа
Большую загадку представляет собой железная колонна высотой 7 метров и весом в 6 тонн. Колонна была воздвигнута царём Кумарагупта I династии Гупта, правившей в Северной Индии в период 320—540 годов. Первоначально колонна находилась в храме Вишну города Матхура, а на колонне помещался Гаруда. Колонна была перенесена на это место и вошла в состав индуистского храма, все остальные постройки храма были разрушены и использованы как стройматериалы для минарета Кутб-минар и для мечети Кувват-ул-ислам.
На колонне осталась надпись, посвящённая Вишну и царю Чандрагупте II (375—413 годы). За 1600 лет колонна, состоящая из высокочистого железа, практически не подвергалась коррозии, о причине чего ведутся споры. Существовала теория, что колонна сделана из метеоритного железа (против которой свидетельствовало отсутствие никеля). По другим представлениям, в колонне использовался особый сплав, изобретённый индийскими металлургами. В результате анализа старой технологии производства железа было установлено, что вероятной причиной было невыведение фосфора в шлаки при отсутствии извести в технологическом процессе, отчего образовывалась особая защитная плёнка с содержанием фосфора, препятствующая коррозии.
Вокруг колонны построена ограда. Считается, что если стать к колонне спиной и охватить её сзади руками, это принесёт счастье.

## Гробница Имама Замина
На северо-востоке от Ворот Ала-и-Дарваза находится небольшая гробница суфийского святого XV в. имама Мухаммада Али, более известного как Имам Замин. Уроженец Туркестана Имам Замин пришел в Индию во времена правления Сикандара-шаха Лоди (1488—1517). Он был членом суфийского ордена Чишти. Гробница была построена при его жизни в 1537-38 годах, а через год он умер.
Площадь гробницы 7,3 м².

## Галерея

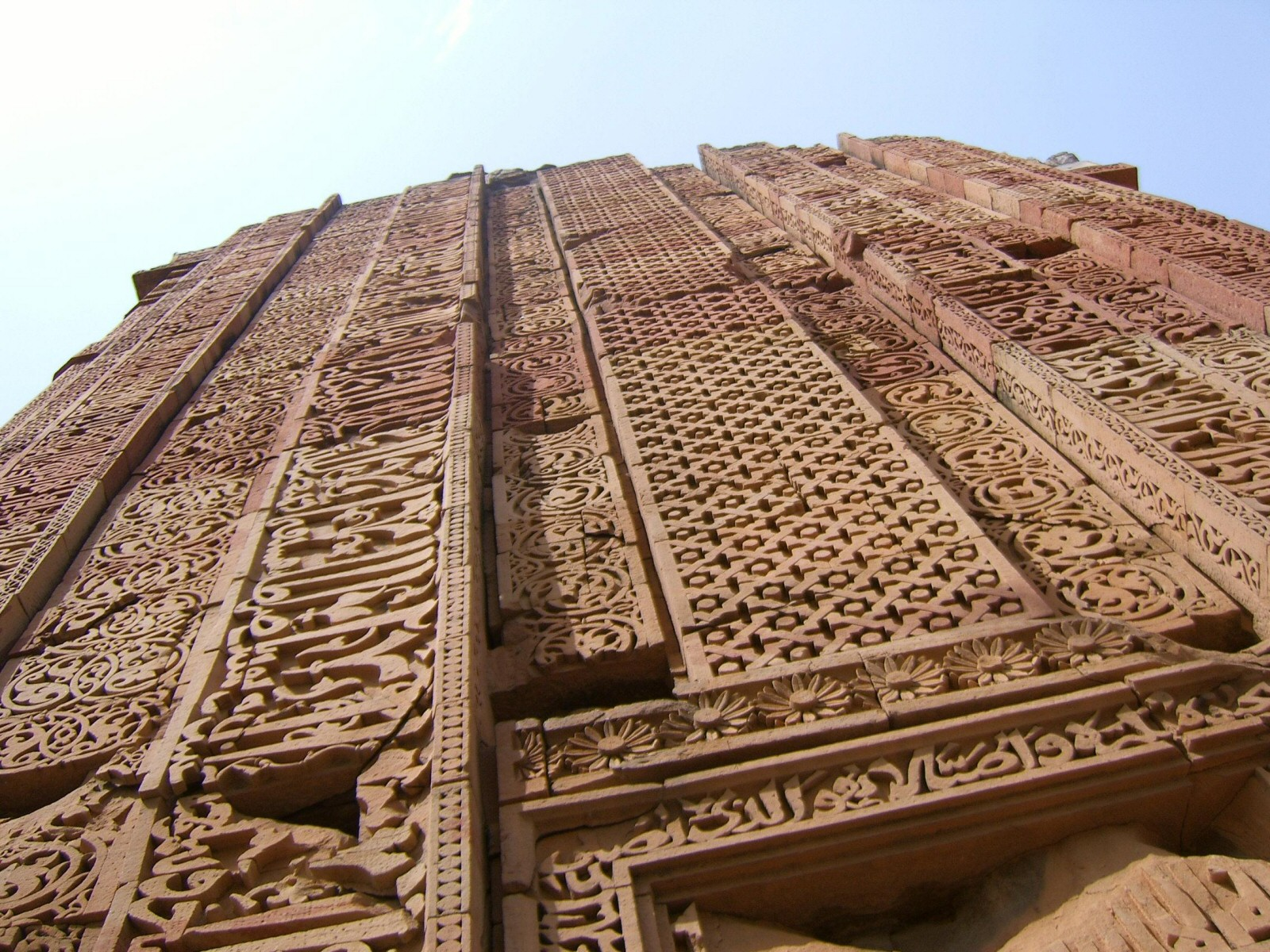
Узоры разных эпох
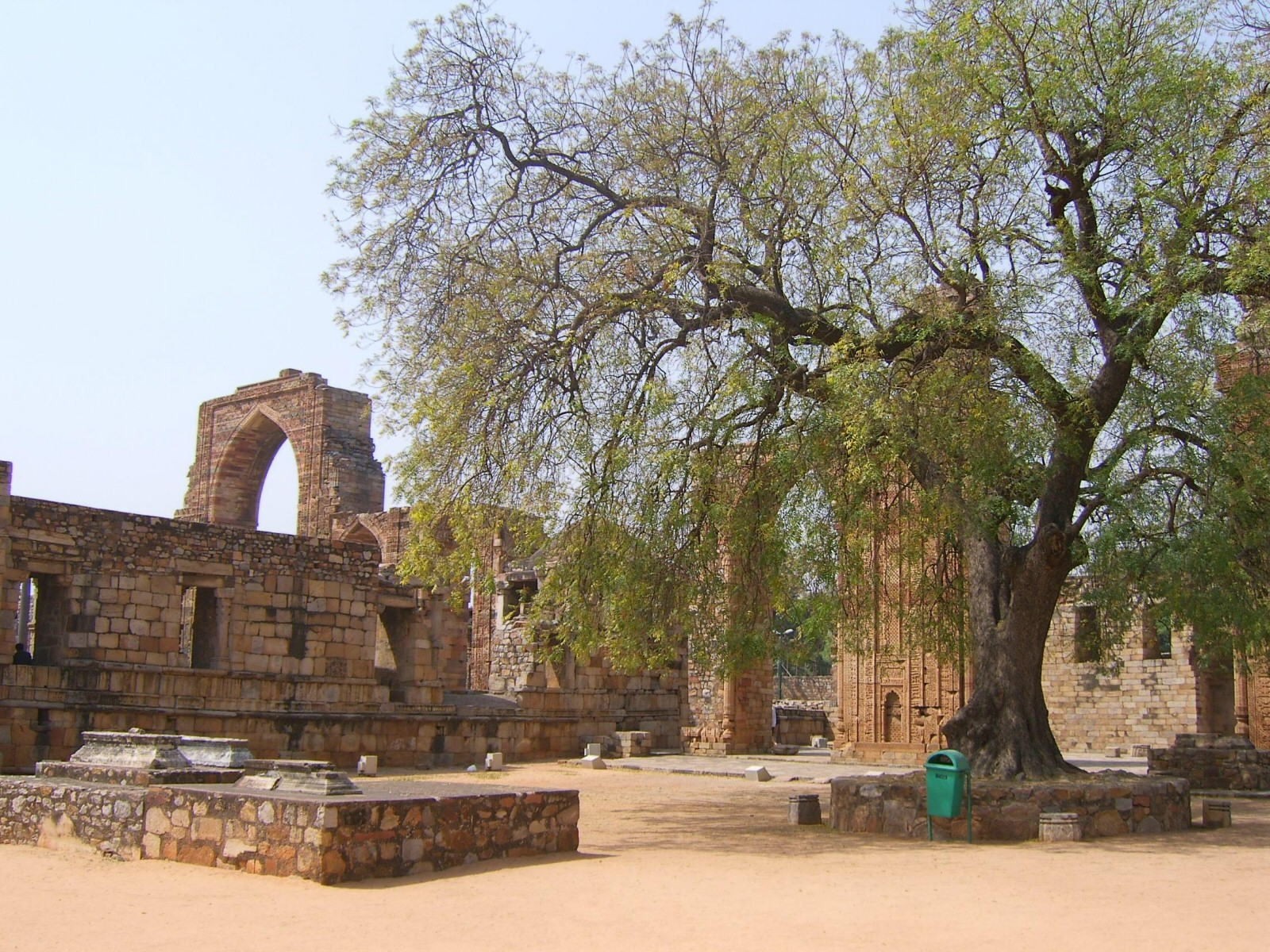
Двор комплекса
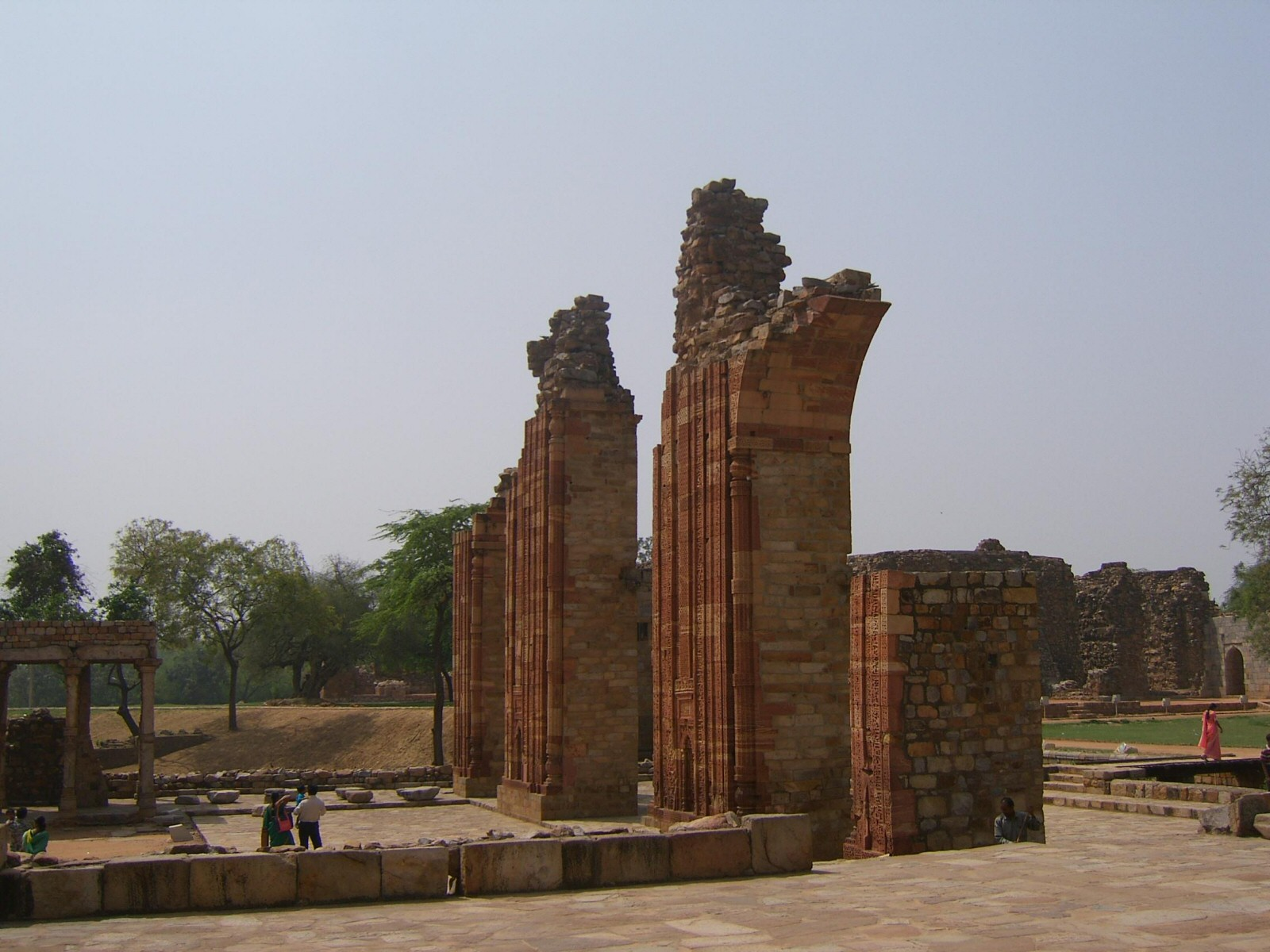
Руины
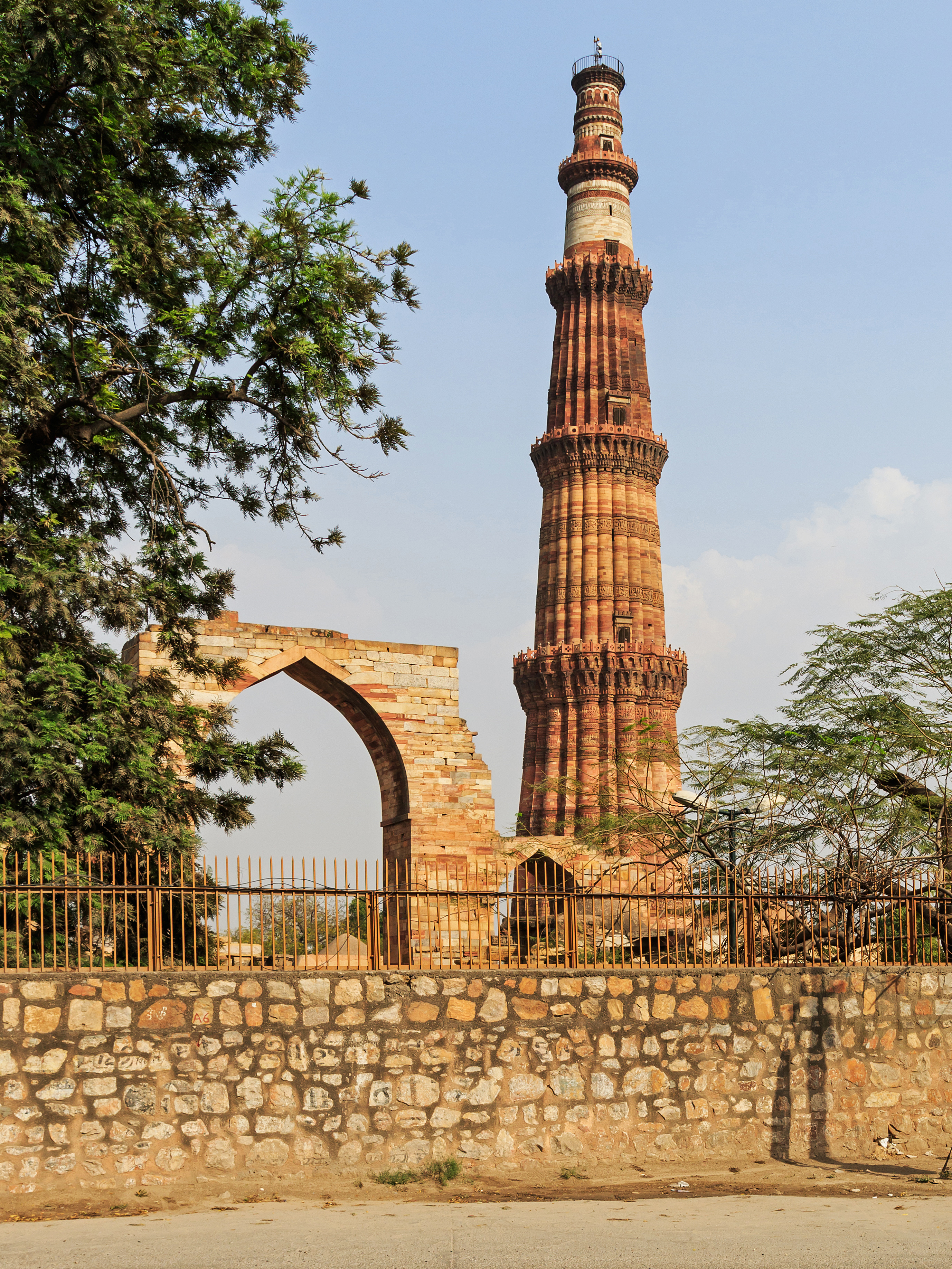
Общий вид минарета
Дворик в Кутб-Минар
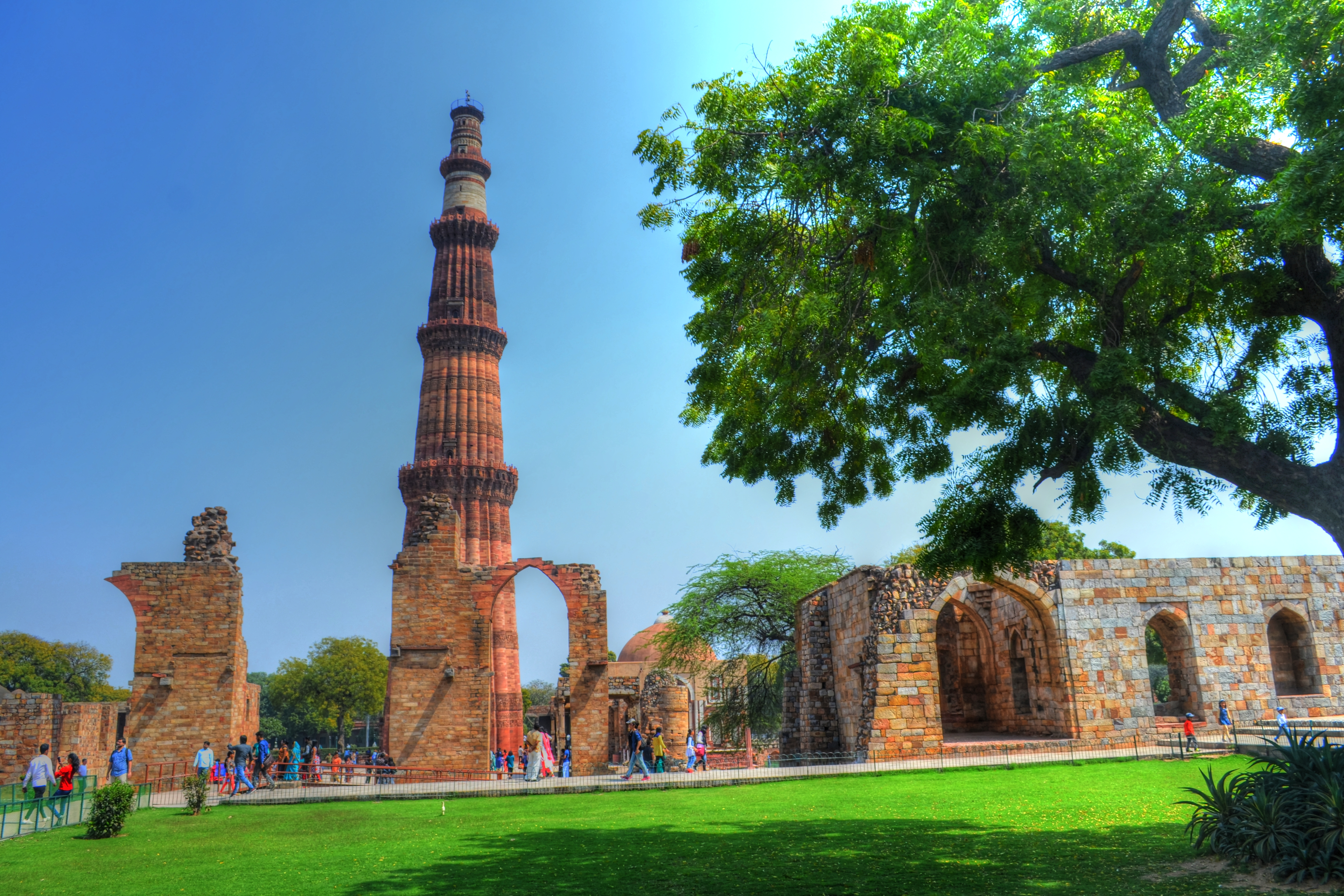
Кутб-Минар
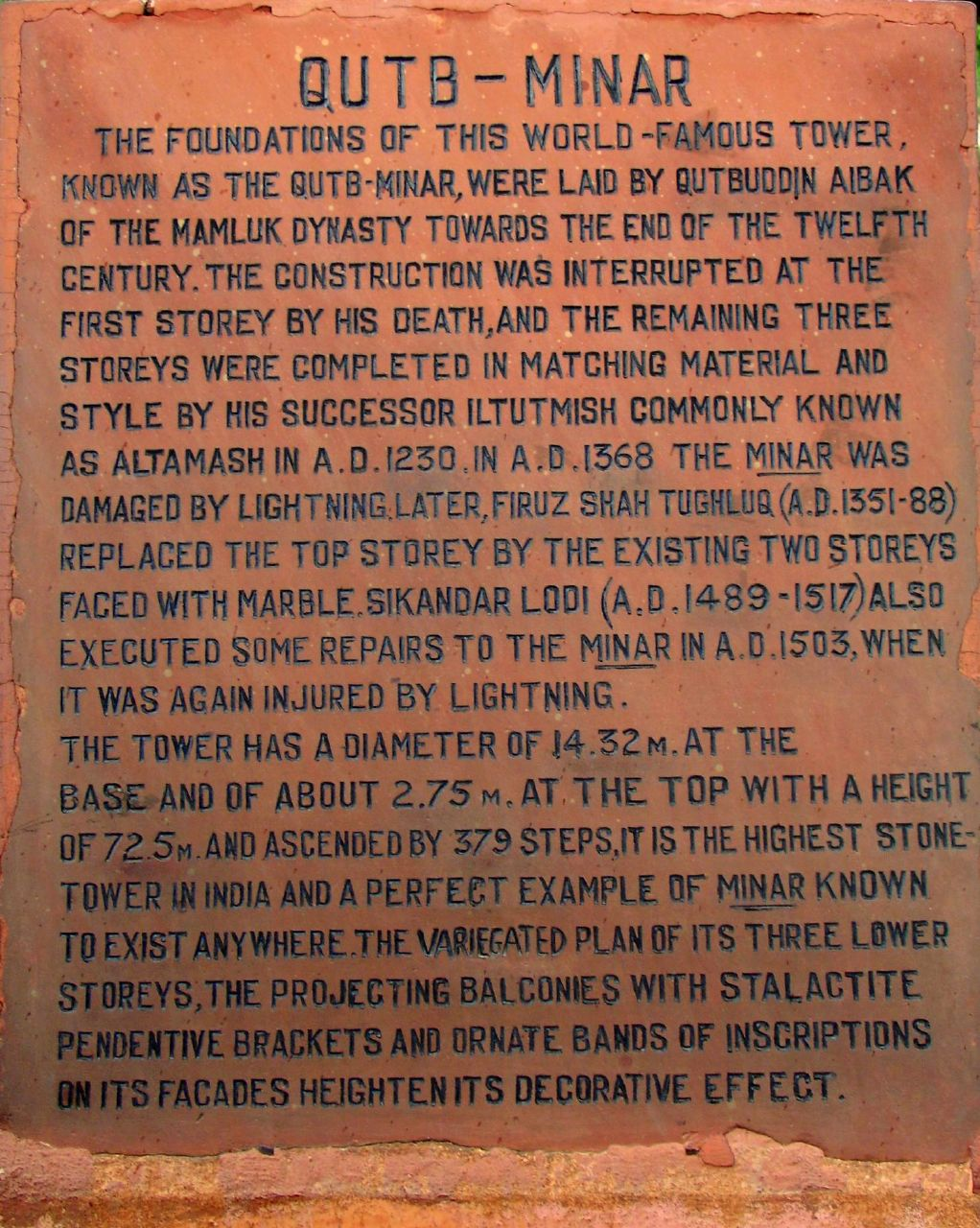
Мемориальная доска на минарете
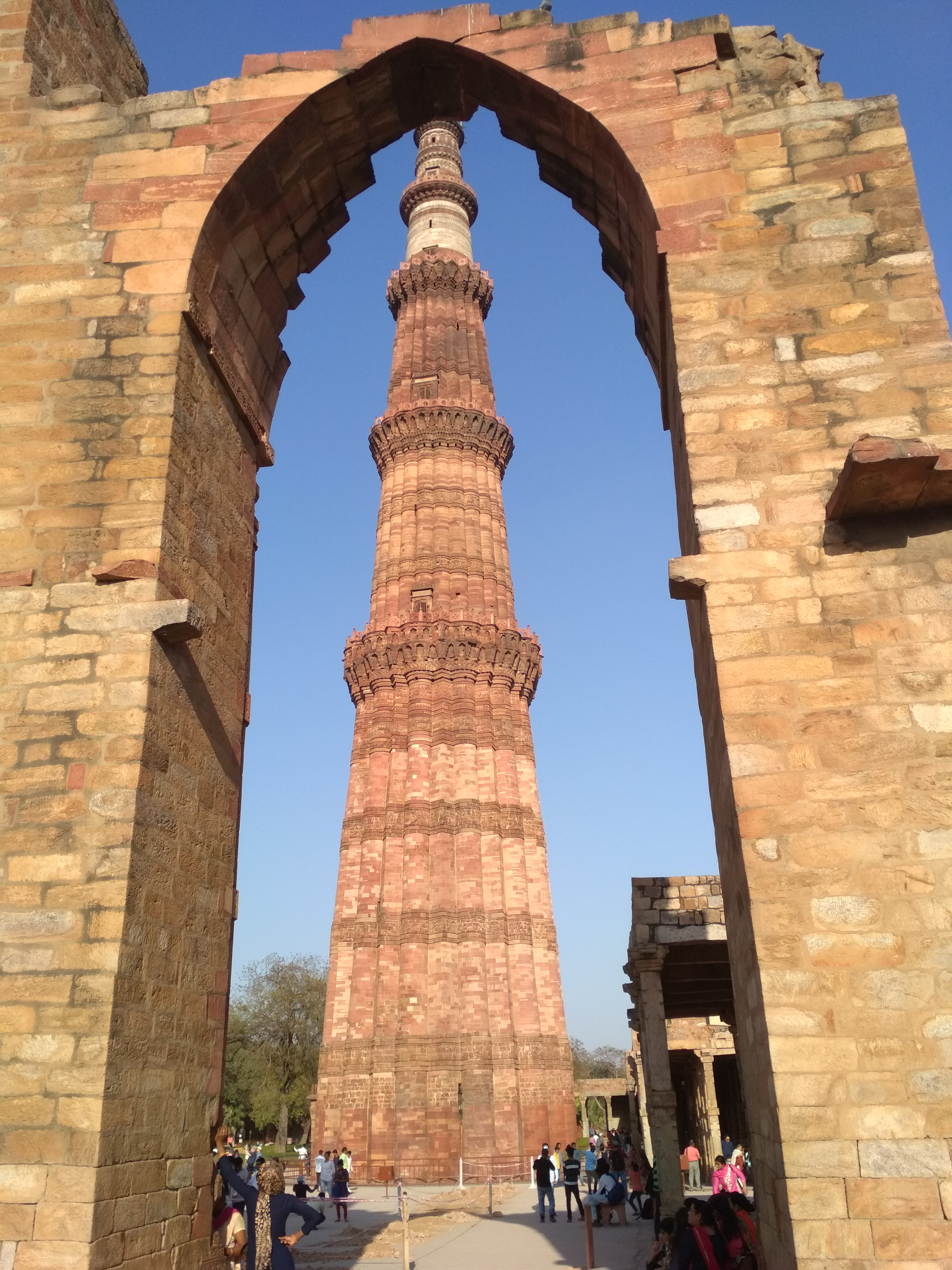
Вид через арку
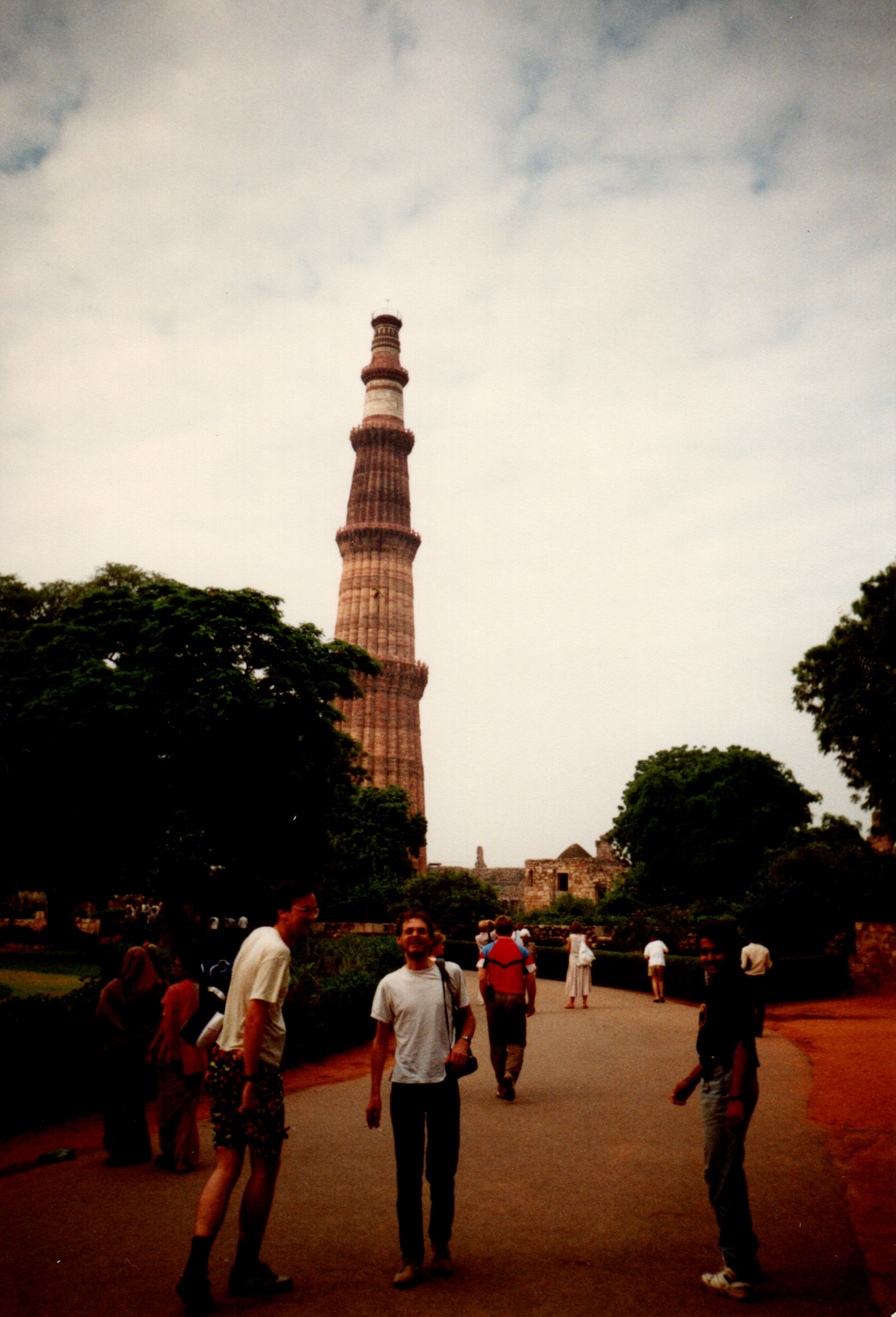
Вид пути на Кутб-Минар
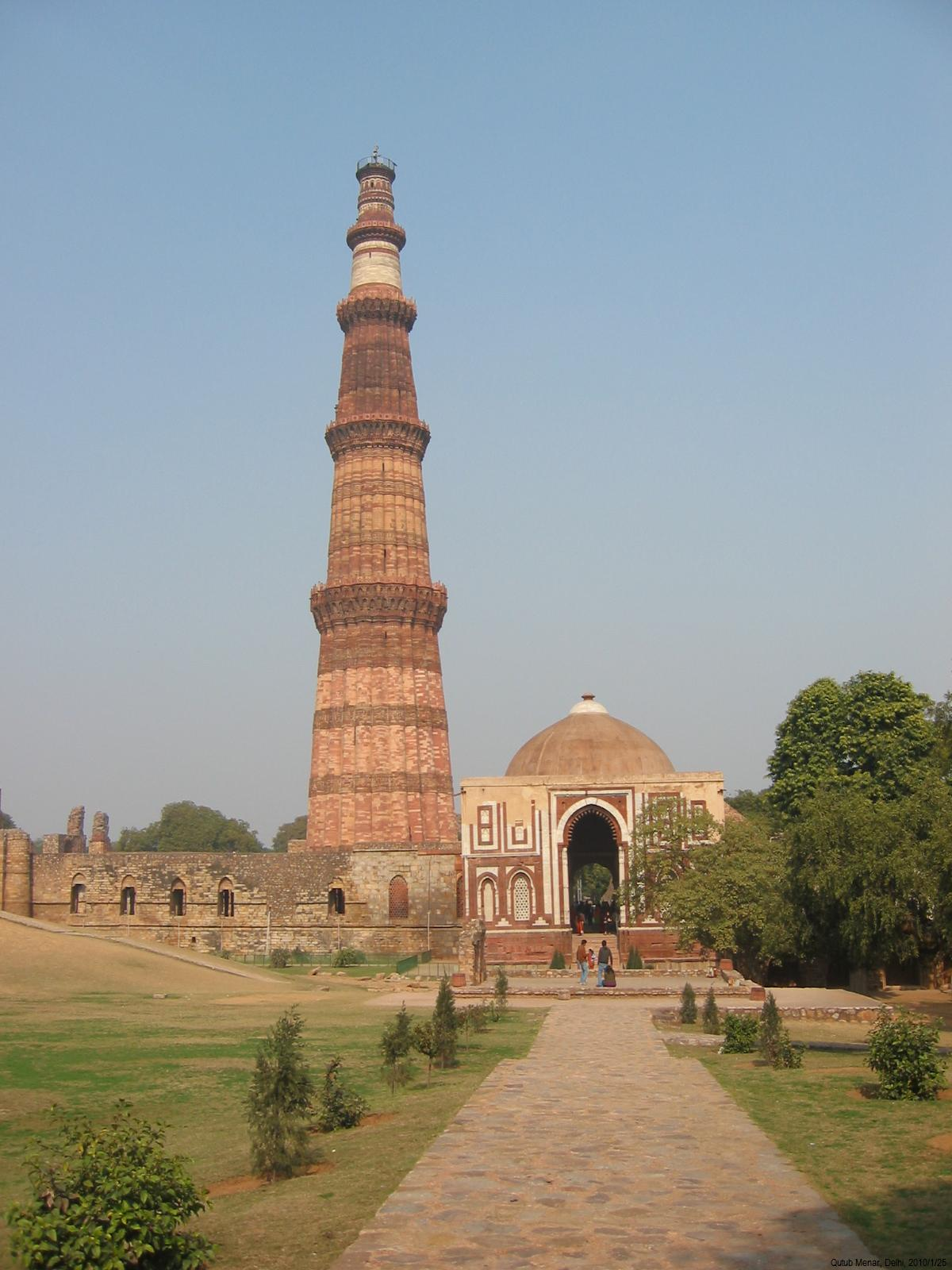
Кутб-Минар с юга